# Raimo Westerhof
Raimo Westerhof (12 oktober 1986) is een Nederlandse atleet, die zich aanvankelijk had toegelegd op de middellange afstanden. Later richtte hij zich meer op de meerkamp, in het bijzonder de incourante twintigkamp. Op dit nummer is hij sinds 2013 officieus Nederlands recordhouder.

## Loopbaan
Op 14 en 15 september 2013 won Westerhof de "Double Dutch Decathlon" in Delft en verbeterde daar het Nederlandse record op de twintigkamp (12242 punten). Het Nederlands record was voorheen in handen van Marnix Engels.
Naast zijn soloprestaties werd hij in 2011 als lid van het estafetteteam van zijn atletiekvereniging AV Athlos uit Harderwijk tweede op de Nederlandse estafettekampioenschappen op de 4 x 400 m.
In 2016 nam Westerhof deel aan de Mastboscross in Breda in de categorie 'militairen', waar hij zeventiende werd.